# Sani Mohammed
Sani Mohammed – nigeryjski piłkarz grający na pozycji obrońcy lub pomocnika. W swojej karierze grał w reprezentacji Nigerii.

## Kariera klubowa
W swojej karierze piłkarskiej Mohammed grał w klubie Stationery Stores FC.

## Kariera reprezentacyjna
W 1976 roku Mohammed został powołany do reprezentacji Nigerii na Puchar Narodów Afryki 1978. Zagrał w nim w trzech meczach: grupowych z Zairem (4:2) i z Sudanem (1:0) oraz w fazie finałowej z Egiptem (3:2). Z Nigerią zajął 3. miejsce w tym turnieju.